# Коаш (комуна)
Коаш (рум. Coaș) — комуна у повіті Марамуреш в Румунії. До складу комуни входять такі села (дані про населення за 2002 рік):
- Интрериурі (92 особи)
- Коаш (1351 особа) — адміністративний центр комуни

Комуна розташована на відстані 395 км на північний захід від Бухареста, 14 км на південь від Бая-Маре, 84 км на північ від Клуж-Напоки.

## Населення
У 2009 році у комуні проживали 1410 осіб.